# FIA superlicentie

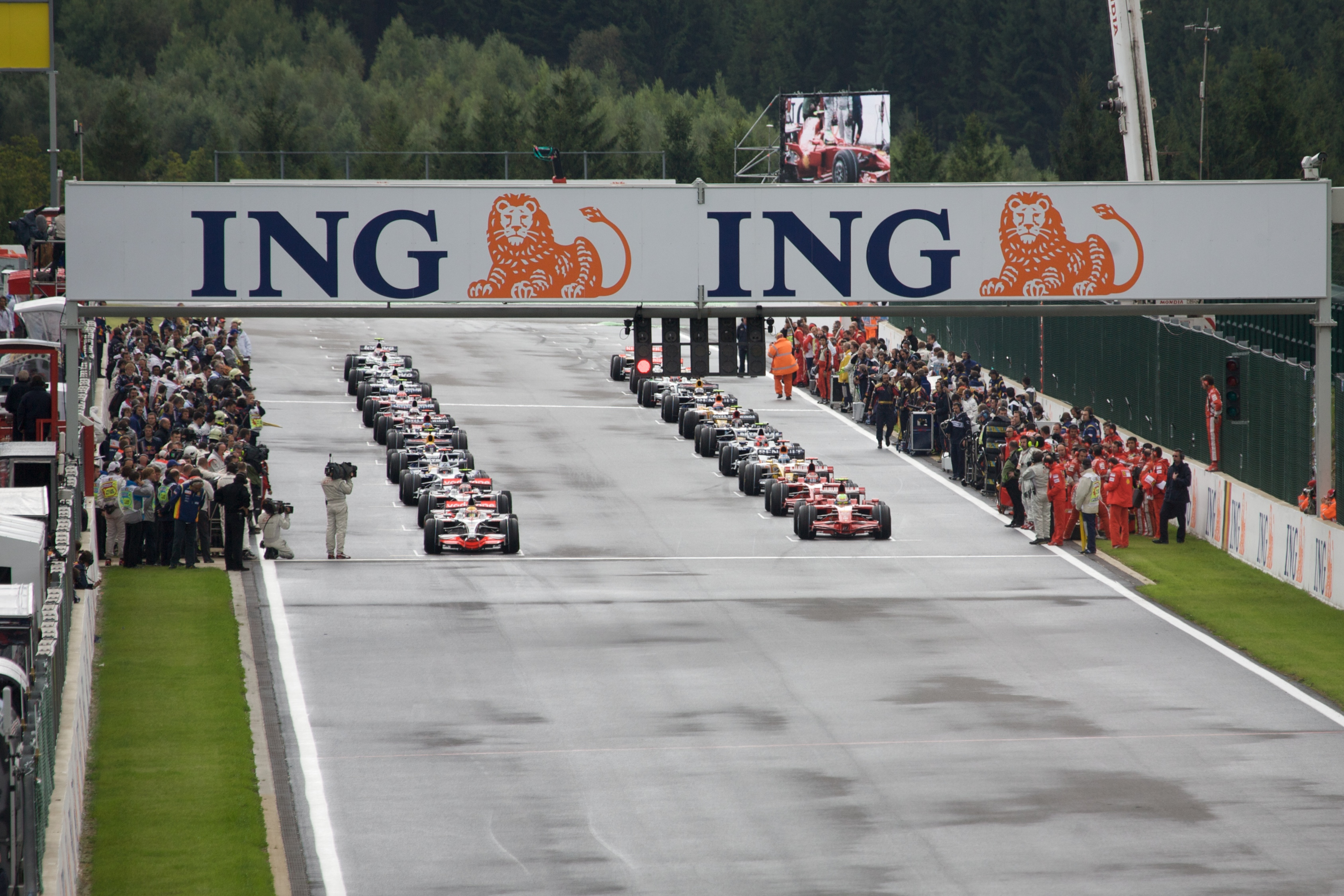
Om aan de start van een Formule 1-wedstrijd te staan hebben coureurs een superlicentie nodig.

De FIA superlicentie is een vergunning die de houder toelating geeft deel te nemen aan Formule 1-wedstrijden en om een Formule 1-auto te besturen als testrijder. De vergunning wordt door de FIA op aanvraag afgegeven.
Om in aanmerking te komen voor een FIA superlicentie moet de verzoekende bestuurder reeds in het bezit zijn van een klasse A competitievergunning en bovendien voldoen aan de eisen van de Internationale FIA Code. In deze voorschriften staat dat de bestuurder de huidige kampioen moet zijn in een lagere categorie van de autosport, bijvoorbeeld in de Formule 3 (Brits, Italiaans, Duits of Japans kampioenschap of Euroseries) of in de Formule 2, of de rijder moet continu goede resultaten behaald hebben in deze categorieën. Een coureur die minimaal vijf keer in de top drie van een GP2-race eindigde in de afgelopen twee jaar komt bijvoorbeeld in aanmerking voor een superlicentie.
Coureurs die deelnemen aan de IndyCar series komen in aanmerking voor een superlicentie als ze in de eindklassering in de top zes eindigen. Zo hoeven ervaren rijders niet eerst in lagere klassen te gaan rijden als ze willen overstappen van de IndyCar series naar de Formule 1. Onder uitzonderlijke omstandigheden is er ook de mogelijkheid dat de FIA een superlicentie verleent aan een bestuurder die niet voldoet aan de gebruikelijke criteria. Dan moet er unanieme instemming zijn van de leden die beslissingsrecht hebben bij de FIA en de rijder moet dan minimaal 300 kilometer hebben afgelegd tijdens het testen van een huidige Formule 1-wagen.
Vanaf 2016 wordt er, naast de bovenstaande criteria, ook een puntensysteem gehanteerd, waarbij de coureur binnen drie jaar 40 punten moet scoren volgens het volgende puntensysteem om in aanmerking te komen voor een superlicentie:
| Kampioenschapspositie                          | 1e | 2e | 3e | 4e | 5e | 6e | 7e | 8e | 9e | 10e |
| ---------------------------------------------- | -- | -- | -- | -- | -- | -- | -- | -- | -- | --- |
| FIA Formule 2                                  | 40 | 40 | 40 | 30 | 20 | 10 | 8  | 6  | 4  | 3   |
| GP2 Series                                     | 40 | 40 | 30 | 20 | 10 | 8  | 6  | 4  | 3  | 2   |
| Europees Formule 3-kampioenschap               | 40 | 30 | 20 | 10 | 8  | 6  | 4  | 3  | 2  | 1   |
| Formule E                                      | 40 | 30 | 20 | 10 | 8  | 6  | 4  | 3  | 2  | 1   |
| FIA World Endurance Championship (alleen LMP1) | 40 | 30 | 20 | 10 | 8  | 6  | 4  | 3  | 2  | 1   |
| IndyCar Series                                 | 40 | 30 | 20 | 10 | 8  | 6  | 4  | 3  | 2  | 1   |
| Formule V8 3.5                                 | 20 | 15 | 10 | 8  | 6  | 4  | 3  | 2  | 1  | 0   |
| GP3 Series                                     | 30 | 20 | 15 | 10 | 7  | 5  | 3  | 2  | 1  | 0   |
| Super Formula                                  | 25 | 20 | 15 | 10 | 7  | 5  | 3  | 2  | 1  | 0   |
| World Touring Car Championship                 | 15 | 12 | 10 | 7  | 5  | 3  | 2  | 1  | 0  | 0   |
| World Rally Championship                       | 15 | 12 | 10 | 7  | 5  | 3  | 2  | 1  | 0  | 0   |
| Deutsche Tourenwagen Masters                   | 15 | 12 | 10 | 7  | 5  | 3  | 2  | 1  | 0  | 0   |
| Indy Lights                                    | 15 | 12 | 10 | 7  | 5  | 3  | 2  | 1  | 0  | 0   |
| SuperCars Championship                         | 13 | 11 | 9  | 6  | 4  | 3  | 2  | 1  | 0  | 0   |
| FIA Formule 4-kampioenschappen                 | 12 | 10 | 7  | 5  | 3  | 2  | 1  | 0  | 0  | 0   |
| Nationale Formule 3-kampioenschappen           | 10 | 7  | 5  | 3  | 1  | 0  | 0  | 0  | 0  | 0   |
| Formule Renault (Eurocup, Alps, NEC)           | 10 | 7  | 5  | 3  | 1  | 0  | 0  | 0  | 0  | 0   |
| Wereldkampioenschap karting (Seniorcategorie)  | 5  | 3  | 2  | 1  | 0  | 0  | 0  | 0  | 0  | 0   |

Op de licentie staat de nationaliteit van de coureur. Als de coureur een dubbele nationaliteit heeft moet deze een nationaliteit kiezen. Het land van afgifte kan anders zijn. Zo reed de Nederlander Robert Doornbos onder de vlag van Monaco. Max Verstappen heeft bijvoorbeeld de Nederlandse en de Belgische nationaliteit, maar zijn superlicentie is uitsluitend Nederlands. Sub-nationaliteiten worden niet toegestaan, ook niet voor rijders uit het Verenigd Koninkrijk, waar in andere sporten soms wel een onderscheid wordt gemaakt tussen Engeland, Schotland, Wales en Noord-Ierland, zoals in het voetbal en snooker.